# Christian Claaßen
Christian Claaßen (* 22. Mai 1969 in Barßel) ist ein ehemaliger deutscher Fußballspieler.

## Karriere
Christian Claaßen wechselte 1990 innerhalb Oldenburgs von seinem Jugendverein VfL Oldenburg zum VfB Oldenburg. Hier spielte er drei Jahre lang in der 2. Bundesliga, bis er 1993 zum SV Wilhelmshaven wechselte. Im Spieljahr 1994/95 erzielte er in der Regionalliga Nord 26 Treffer für Wilhelmshaven und wurde Torschützenkönig. 1995 wurde er vom Bundesligisten Hamburger SV verpflichtet, wo er jedoch in der Hinrunde 1995/96 nur fünfmal eingewechselt wurde. Ab November 1995 war der SV Meppen sein neuer Verein. Zur Saison 1998/99 ging Claaßen zum VfL Osnabrück, wo er die nächsten sechs Jahre spielte und seine erfolgreichste Zeit hatte. So wurde er 2001 zu Niedersachsens Fußballer des Jahres gewählt. Nach 62 Toren für Osnabrück heuerte er 2004 wieder bei Meppen an. Claaßens erste Station war gleichzeitig seine letzte: Ab 2007 spielte er wieder für den VfL Oldenburg, mit seinem Bruder Frank als Trainer. 2008 beendete er seine Karriere.
Am 11. Spieltag der 2. Fußball-Bundesliga-Saison 1996/97 gewann der SV Meppen gegen Mainz 05 mit 5:4. Nach 16 Minuten führten die Meppener in Folge eines Hattricks Claaßens mit 3:0. Unmittelbar im Anschluss an den dritten Treffer wurde Claaßens Gegenspieler Jürgen Klopp bereits in der 17. Spielminute ausgewechselt. Auf die Frage, ob sich Jürgen Klopp daran noch erinnere, sagte Christian Claaßen in einem 2015 veröffentlichten Interview: „Klar, so was vergisst man auch nicht. Wenn man in der ersten Halbzeit schon ausgewechselt wird.“